# Sleep Tight (Angel)
Sleep Tight conocido en América Latina como Duerme Bien y en España como Que Duermas Bien es el décimo sexto episodio de la tercera temporada de la serie de televisión estadounidense Ángel. Escrito por David Greenwalt y dirigido por Terrence O'Hara. Se estrenó originalmente el 18 de febrero de 2002.
Convencido de que Angel matara a Connor, Wesley conspira con Daniel Holtz para secuestrar al niño.   

## Argumento
Atormentado con la sola idea de que Ángel se atreva a asesinar a su propio hijo. Wesley comienza a considerar seriamente sus acciones de ahora en adelante con tal de salvar al bebé. El inglés toma la difícil decisión de unirse contra el odiado enemigo de Ángel, con la condición de que ninguno de los miembros de Investigaciones Ángel resulten heridos. Holtz acepta los términos de Wesley y le comenta que debe actuar rápido. 
Mientras en tanto Ángel, Fred y Gunn resuelven un caso de una joven con talento musical que fue infectada por unos demonios bajo la forma de músicos. Durante la batalla Ángel mata ferozmente a los demonios con una fuerza descomunal y grandes ansías que ha tenido desde el principio del día. Incluso llega a ser fastidiado por su hijo y amenazando con matarlo. El resto de IA sospechan del extraño comportamiento del vampiro y analizan la sangre que Angel ha estado bebiendo sin parar todo el día, la cual resulta tener la sangre de Connor.    
Angel se da cuenta de que solo existe alguien capaz de hacerle algo así: Lilah Morgan. Angel trata de amenazar a la abogada por sus acciones, pero la conversación es interrumpida por la aparición de Sahjhan para insultar a Lilah creyendo que la misma se ha aliado con el vampiro. Angel no reconoce al demonio y se pregunta cuales podrían ser sus motivos para odiarlo y aliarse con Holtz. 
Mientras Angel está ocupado con Lilah y los novios Gunn y Fred se encuentran fuera del hotel. Wesley trata de secuestrar a Connor, pero es interceptado con Lorne que se muestra confundido por las acciones del inglés. Connor comienza a llorar y Wesley taradea una canción para calmarlo, provocando que Lorne se percate de las oscuras intenciones de Wesley. Sin más elección que llevarse a Connor por la fuerza, Wesley noquea a Lorne y se va con Connor. En camino a la guarida de Holtz, Wesley es detenido por una herida Justine quien le advierte que Holtz ha faltado a su promesa de no lastimar a Investigaciones Angel. Wesley trata de atender a Justine pero esta lo degüella y se lleva a Connor junto con su camioneta.  
En el Hyperion, Gunn, Fred y un recién llegado Angel se ven obligados a luchar contra varios hombres de Holtz que buscan "llevarse" a Connor. Una vez que derrotan a los humanos, el resto de IA descubren a malherido Lorne que les advierte que Wesley ha secuestrado a Connor y que por lo tanto el ataque que recibieron no era para secuestrar al niño sino para ganar tiempo.
Un enfurecido Angel busca a su hijo robando uno de los vehículos que un equipo de fuerza dirigidos por Lilah, rastrean a Connor. Justine se reúne con Holtz y planean desaparecer con Connor para criarlo como su propio hijo bajo el nombre de Steven Franklin Thomas. Lilah consigue interceptar a los cazavampiros con el hijo, pues tiene planeado secuestrar al bebe también. Angel aparece dispuesto a defender a su hijo. mientras Shajhan se une a la escena para matar a Connor.
Shajhan en señal de desesperación abre un portal a una dimensión demoníaca, amenazando con extenderlo y enviar a todos los presentes a la dimensión a menos que el bebé muera. Holtz aprovecha la distracción para entrar al portal con Connor y desaparecer ante la vista de todos, Shajhan contento da por muertos a los dos y se retira feliz. Lilah también se retira dejando a Angel para sufrir por la pérdida de su hijo.

## Elenco

### Principal
- David Boreanaz como Ángel.
- Charisma Carpenter como Cordelia Chase.
- Alexis Denisof como Wesley Wyndam-Pryce.
- J. Agust Richards como Charles Gunn.
- Amy Acker como Fred Burkle.

## Continuidad
- Connor aparece como un bebe por última vez en la serie.
- Cordelia y Groo siguen de vacaciones en México.